# Skander Souayah
Skander Souayah (arabe : إسكندر السويح), né le 20 novembre 1972 à Sfax, est un footballeur tunisien jouant au poste de milieu de terrain offensif.

## Biographie
Formé au Club sportif sfaxien (CSS), il rejoint en 1992 l'équipe des seniors qui s'entraîne sous la direction d'Amor Dhib. Il devient rapidement le chouchou du public sfaxien, grâce à ses gestes techniques, et le patron de l'équipe grâce à ses passes et sa vision du jeu. Il remporte ses deux premiers titres nationaux avec le doublé du CSS de 1995. Avec l'arrivée de Jamel Arem à la tête du CSS en 1996, Souayah devient capitaine de l'équipe. 
Il dispute la coupe du monde 1998 avec l'équipe de Tunisie. À cette occasion, il inscrit sur penalty l'un de ses sept buts en sélection lors du match contre la Roumanie. L'année 1998 est aussi marquée par son premier et unique titre africain : la coupe de la CAF. En 2000, il remporte également la Ligue des champions arabes.
Le passage de Lotfi Abdennadher à la présidence du CSS est marqué par des différends entre le joueur et le bureau directeur. En 2001, Souayah quitte le CSS pour rejoindre l'Espérance sportive de Tunis sous la direction de Slim Chiboub. Peu avant la coupe du monde 2002, il est suspendu durant six mois par la FIFA à la suite d'un contrôle antidopage positif.